# Grantia aculeata
Grantia aculeata är en svampdjursart som beskrevs av Urban 1908. Grantia aculeata ingår i släktet Grantia och familjen Grantiidae. Inga underarter finns listade i Catalogue of Life.